# Biblioteca Roncioniana
La Biblioteca Roncioniana è un'istituzione culturale di Prato, situata in un edificio storico in piazza San Francesco.

## Storia
L'edificio che ospita la biblioteca fu appositamente costruito a metà Settecento in eleganti forme barocchette, con elaborati stucchi nel cornicione e sotto i terrazzini; in precedenza la biblioteca pubblica, fondata grazie a un lascito testamentario di Marco Roncioni (1596-1677) e aperta al pubblico nel 1722, aveva avuto sede in via Muzzi, nell'antico palazzo vescovile.
Il primo progetto per la nuova sistemazione della biblioteca venne redatto già nel 1715, da Anton Maria Ferri, ma non venne attuato. Seguirono i piani di Giovanni Battista Bettini, Pietro Paolo Giovannozzi, Antonio Berardi, e infine quello di Alessandro Saller (1746) che venne finalmente messo in opera, non prima però di aver acquistato dal monastero di Santa Trinita i terreni già della famiglia Bidori nel 1751 (inizialmente sarebbe dovuto sorgere sull'altro lato della piazza, accanto alla chiesa di San Francesco, ma l'affare non si concretizzò). L'edificio fu completato entro il 1766, con modifiche al progetto del Saller da parte dei capomastri Anton Francesco Arrighi e Stefano di Rigo.

## Descrizione

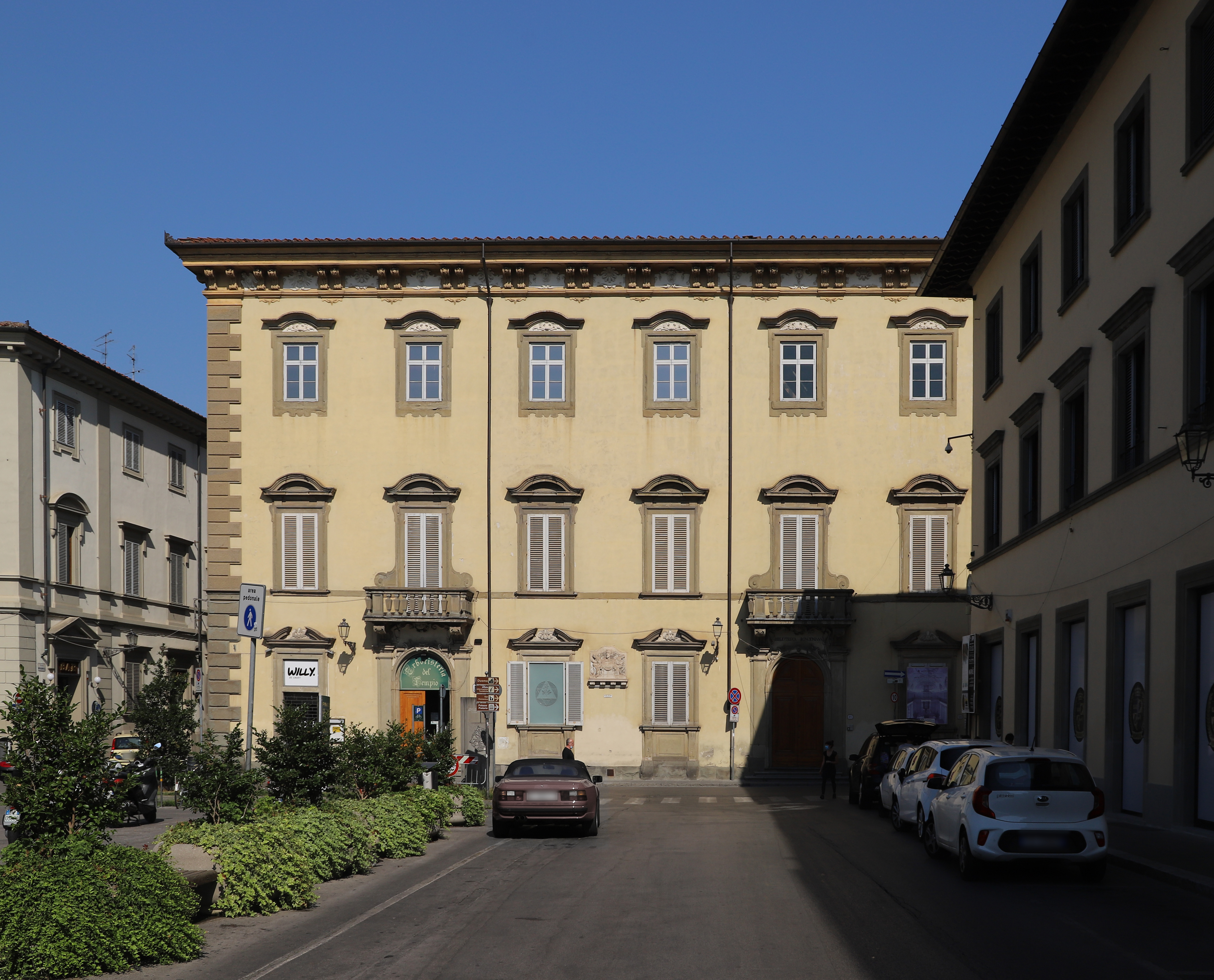
Palazzo Roncioni, sede della biblioteca

### Esterno
Palazzo Roncioni si presenta con una facciata aperta su piazza San Francesco, composta su sei assi di finestre su due piani sopraelevati, dotata di due portali e racchiusa ai lati da spigoli a bugne in arenaria con profilo dentato. Le finestre del piano terra hanno il timpano spezzato con conchiglia in stucco al centro, quelle del primo piano un profilo curvilineo, e quelle del secondo hanno la mostra conclusa da una cornice curvilinea che racchiude un cartiglio.
I portali, simmetrici, sono racchiusi da lesene ai lati e sormontati da altrettanti balconcini a balausitrini; sopra i portali si trovano cartigli in stucco creati da Stefano Arrighi su disegno di Stefano Catani; il portale di sinistra oggi ospita un esercizio commerciale, mentre quello di destra introduce al vestibolo e alla scalinata che porta alla biblioteca.
Il cornicione è "alla romana", con cartigli alternati a coppie di mensole con volute. Su via rinaldesca si ripete lo stesso schema per tre assi.

### Interno
L'atrio d'ingresso presenta quadrature settecentesche di Stefano Catani (1763), con la parete di fondo ornata dal raro rilievo di Tobiolo e l'angelo di Andrea della Robbia (1475 circa), proveniente dal convento di Santa Margherita e qui trasferito dopo le soppressioni del vescovo Scipione de' Ricci.
Da qui si accede al piano superiore con un ampio scalone, la cui aula è decorata da stucchi e da altre quadrature, in parte nascoste da una tinteggiatura uniforme, ma che riaffiorano qua e là con de saggi, e che mostrano due grandi prospettive al piano superiore, vestibolo della biblioteca. Qui si trovano anche i busti di Giovanni Battista Casotti e, sulla porta dell'aula di lettura, di Marco Roncioni, quest'ultimo di Matteo Arrighi (1766).
La sala di lettura si presenta come un ampio salone a doppia altezza, coperto da volta a botte ribassata e unghiata e illuminato da cinque finestroni e altrettante finestre, che dall'esterno corrispondono alle aperture rispettivamente del primo e del secondo piano. La volta è decorata dall'affresco di Pallade che strappa l’Adolescenza agli ozi di Venere, opera giovanile di Luigi Catani (1789), che qui copia un soffitto di Pietro da Cortona a palazzo Pitti.
Le pareti presentano scaffalature su due livelli (con ballatoio retto da colonne ioniche di gusto neoclassico, realizzate da Antonio Elmi nel 1789-92). Nella sala si trovano due rari globi celeste e terrestre di Mercatore, datati rispettivamente 1551 e 1541, che furono donati dalla famiglia Gherardi. Lungo gli sguanci delle finestre si trovano alcuni frammenti di iscrizioni latine (provenienti da Roma), mentre sono state collocate in un'altra saletta (quella "del Direttore") due urnette funerarie etrusche istoriate (III-II secolo a.C.), provenienti dal territorio di Prato. Queste antichità facevano parte nel Settecento della collezione di Giovanni Battista Casotti.
Tra le collezioni librarie della biblioteca spicca la sezione locale, con la maggiore raccolta di scritti sulla cultura e la storia pratese, arricchita dai contributi di molti scrittori pratesi del Sette e Ottocento e dai manoscritti originali di Cesare Guasti.

## Altre immagini

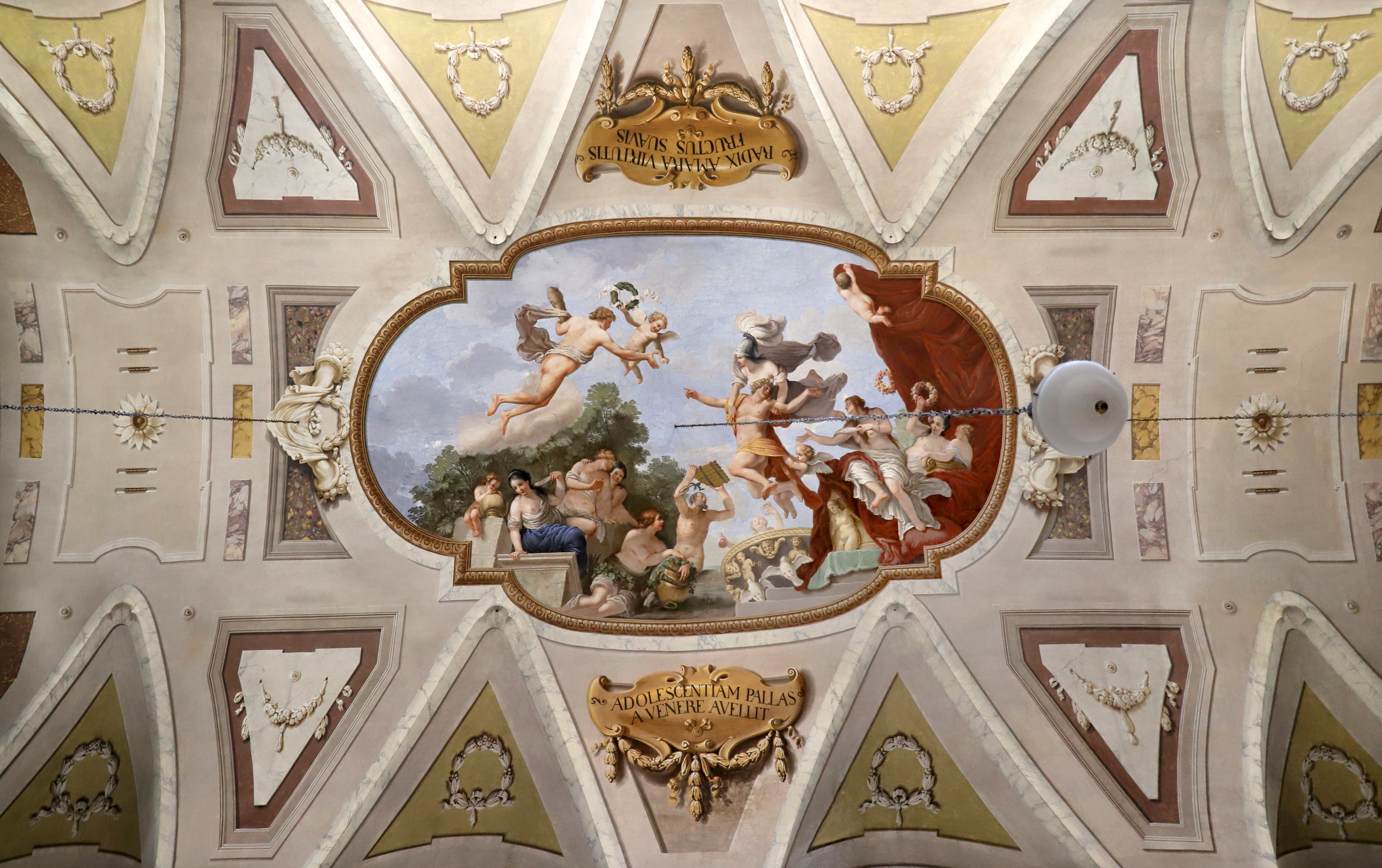
Affresco di Luigi Catani
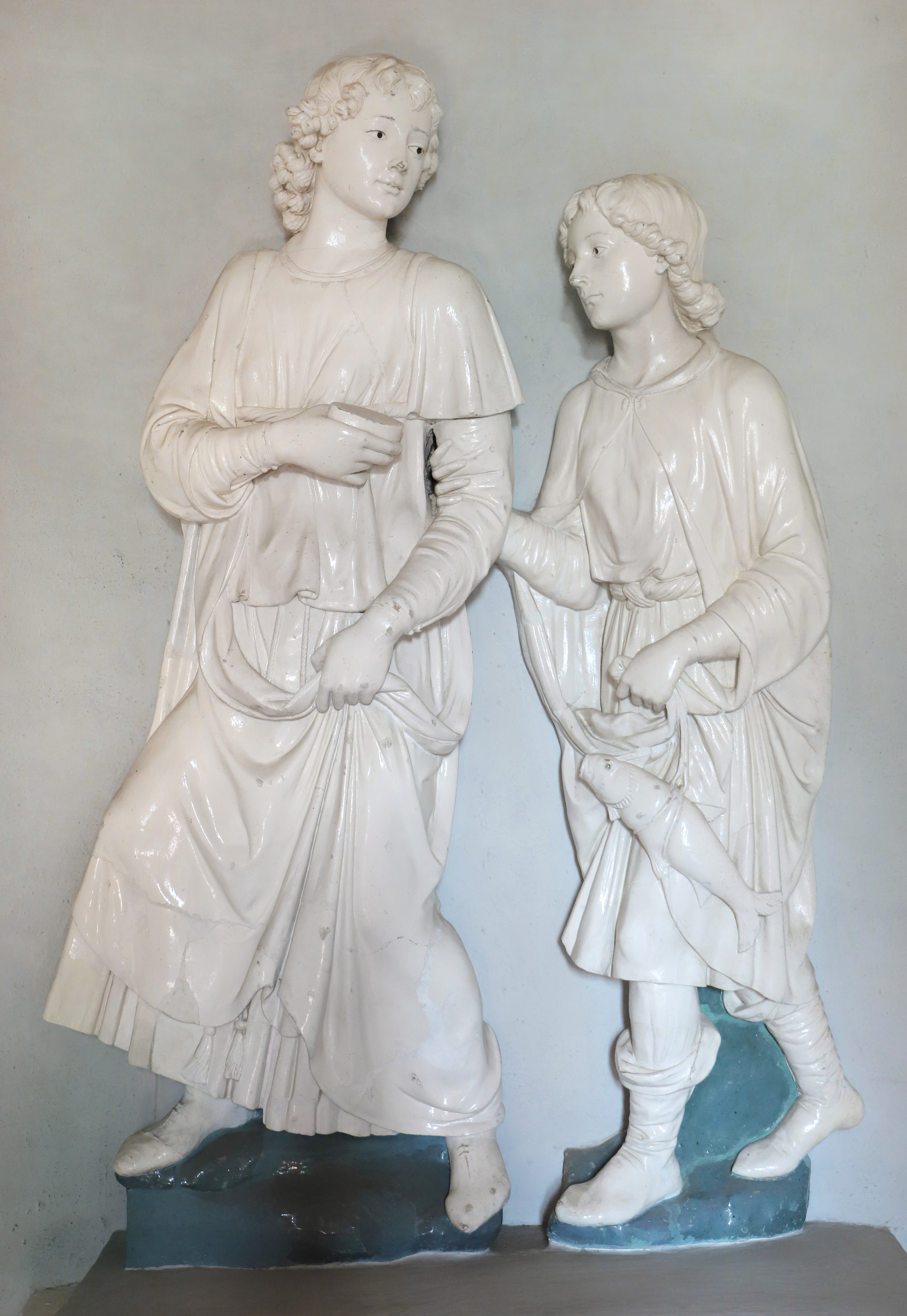
Raffaele e Tobiolo, Andrea della Robbia
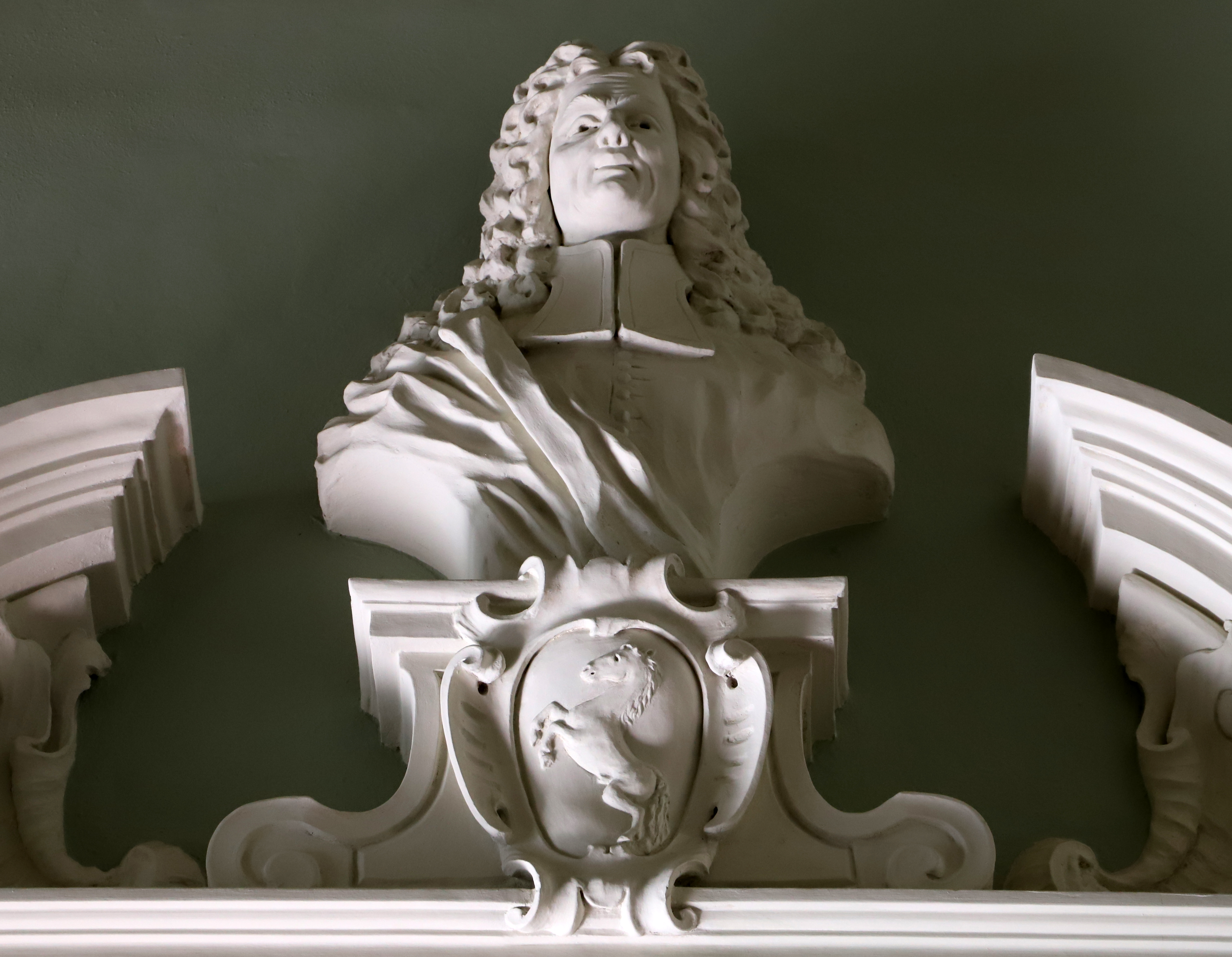
Busto di Marco Roncioni
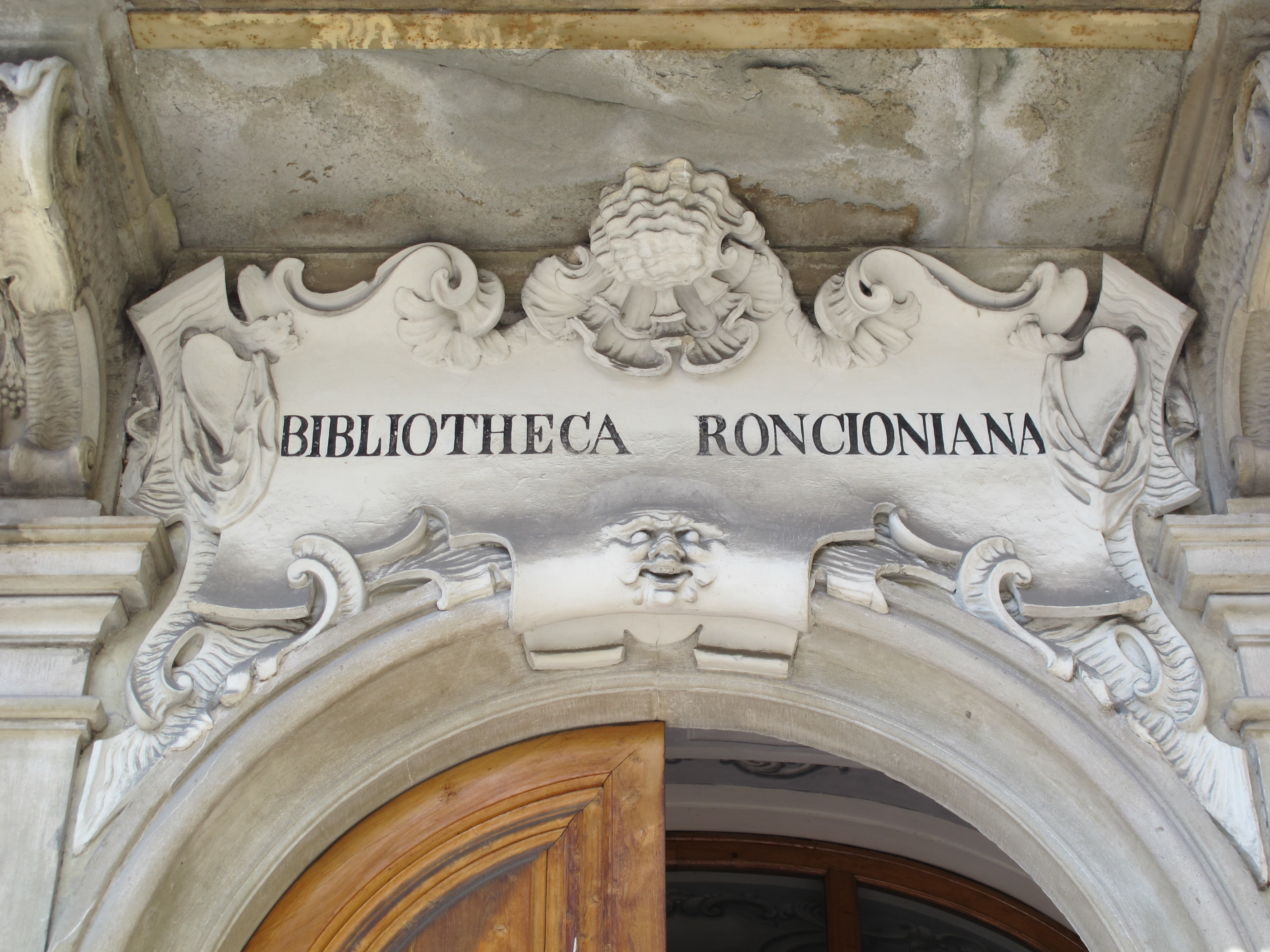
Particolare dell'ingresso